# Mémoires d'un escargot
Pour plus de détails, voir Fiche technique et Distribution.
Mémoires d'un escargot (titre original : Memoir of a Snail) est un film d'animation dramatique australien pour adultes réalisé par Adam Elliot, sorti en 2024.
Il est sélectionné en compétition en avant-première mondiale au Festival international du film d'animation d'Annecy 2024 où il remporte le Cristal du long métrage.

## Synopsis
En Australie, la jeune Grace Pudel est séparée de son frère jumeau à la mort de leur père. Placée dans une famille d'accueil gentille mais distante, et impuissante d'aider son frère placé chez des religieux intégristes, elle se renferme sur sa passion pour la lecture et les escargots mais se lie d'amitié avec Pinky, une vieille dame farfelue qui va lui redonner goût à la vie.

## Fiche technique
Sauf indication contraire, les informations mentionnées dans cette section peuvent être confirmées par la base de données cinématographiques IMDb,  présente dans la section « Liens externes ».
- Titre original : Memoir of a Snail
- Réalisation et scénario : Adam Elliot
- Directeur artistique : Bob Shea
- Photographie : Gerald Thompson
- Production : Liz Kearne
- Production exécutive : Robert Connolly et Robert Patterson
- Sociétés de production : Arenamedia et Snails Pace Films
- Sociétés de distribution : Madman Entertainment (Australie) ; Wild Bunch (France)[2]
- Pays de production :  Australie
- Langue originale : anglais
- Format : couleur
- Genre : animation, drame
- Durée : 94 minutes
- Date de sortie :
  - France : 10 juin 2024 (Festival international du film d'animation d'Annecy)[2] ; 15 janvier 2025 (sortie nationale)

## Distribution

### Voix originales
- Sarah Snook : Grace Pudel
- Jacki Weaver : Pinky
- Kodi Smit-McPhee : Gilbert
- Dominique Pinon : Percy Pudel
- Magda Szubanski : Ruth
- Eric Bana : James The Magistrate
- Adam Elliot : Denise Floyd
- Nick Cave : Bill Clarke

### Voix françaises
- Barbara Probst : Grace Pudel
- Frédérique Cantrel : Petit Doigt
- Antonin Icovic : Gilbert
- Anne Loiret : Ruth
- Pierre Forest : James
- Luc-Antoine Diquéro : Owen
- Nicolas Vogel : Ken

## Production

### Développement
Il s'agit du deuxième long métrage d'animation de pâte à modeler signé Adam Elliot, après Mary et Max (Mary and Max) — présenté au Festival du film de Sundance et récompensé du Cristal du long métrage au Festival international du film d'animation d'Annecy en 2009, produit par Liz Kearne pour la société Arenamedia et financièrement soutenu par la production française Charades et par le studio britannique Anton. Le réalisateur a également écrit le scénario, inspiré par sa « vraie mère », et préparé ce projet depuis une décennie.

### Attribution des rôles
Début mai 2023, Jacki Weaver, Kodi Smit-McPhee, Dominique Pinon,  Magda Szubanski et Eric Bana sont annoncés en vedette pour prêter leur voix à des personnages de ce film. Début février 2024, Sarah Snook gère sa voix en tant qu'actrice principale pour son personnage Grace Puddle et narratrice du film.

### Tournage
Le tournage a lieu aux Docklands Studios à Melbourne (Victoria), en Australie,.

## Sortie

### Accueil critique
En France, le site Allociné donne une moyenne de 4⁄5, d'après l'interprétation de 29 critiques de presse.

## Distinction

### Récompense
- Festival international du film d'animation d'Annecy 2024 : Cristal du long métrage

### Nomination
- Golden Globes 2025 : Meilleur film d'animation